# ユージン・ガレコヴィッチ
エウゲン＝ヨシップ"ユージン"・ガレコヴィッチ（Eugen-Josip "Eugene" Galeković, 1981年6月12日 - ）は、オーストラリア・メルボルン出身の同国代表の元サッカー選手。ポジションはゴールキーパー（GK）。

## 経歴

### クラブ
2000年12月、19歳の時にガレコヴィッチはビクトリア州モーウェルをホームにするNSLのギプスランド・ファルコンズでキャリアを始めた。翌シーズンにサウス・メルボルンFCへ移籍し、NSLが消滅する2003-04シーズン終了まで在籍。
その後、アテネオリンピック正GKとして鳴り物入りでポルトガルのSCベイラ・マルへ移籍するも、トップチームでの出場機会は僅かにとどまり失敗に終わった。2005-06シーズンのAリーグ開催に伴い創設されたメルボルン・ビクトリーFCへ加入し、開幕戦のシドニーFC戦でデビューした。このシーズンは、当時監督を務めたアーニー・メリックの意向でGKでは非常に珍しいローテーションを採用したことで11試合にとどまり、残りの10試合をマイケル・セオクリトスがゴールマウスを守った。2006-07シーズンは、セオクリトスが負傷するまでを第2GKとして過ごし、第13節サンコープ・スタジアムのブリスベン・ロアーFC戦で先発出場した。

### アデレード
2007年10月30日、ダニエル・ベルトラムが負傷したことにより、その代役としてライバルチームのアデレード・ユナイテッドFCに引きぬかれ、ハインドマーシュ・スタジアムでブリスベン・ロアーFC相手にデビュー。2008年1月20日、ブリスベン・ロアーFC戦で2-0と勝利し初めてクリーンシートを達成すると、12月27日の1-0で勝利したパース・グローリーFC戦まで5回クリーンシートを記録した。
2011-12シーズン途中からジョナサン・マッケインに代わりキャプテンに就任した。

### メルボルン・シティ
2017年6月16日、メルボルン・シティFCに移籍した。
2019年5月、現役を引退した。

### 代表
2009年、リーグとAFCチャンピオンズリーグで印象的なパフォーマンスを見せたことから、同僚のスコット・ジェイミーソン, ポール・リードと共にオーストラリア代表に招集され、1月28日のAFCアジアカップ2011 (予選)インドネシア戦でデビューした。同大会のクウェートに2-0で勝利した試合を最後にしばらく代表から遠ざかっていたものの、2010 FIFAワールドカップ開幕前にブラッド・ジョーンズが息子の白血病を看病するために辞退したことで、代役としてメンバー入りを果たした。2013年7月、東アジアカップ2013のオーストラリア代表に選出された。

## 引退後
2019年5月29日、アデレード・ユナイテッドFCのゴールキーパーコーチに就任した。

## 代表歴

### 出場大会
- オーストラリア代表
  - 2010 FIFAワールドカップ
  - 2014 FIFAワールドカップ

### 試合数
- 国際Aマッチ 8試合 0得点（2009年-2013年）[5]

| オーストラリア代表 | 国際Aマッチ | 国際Aマッチ |
| 年                 | 出場        | 得点        |
| ------------------ | ----------- | ----------- |
| 2009               | 2           | 0           |
| 2010               | 2           | 0           |
| 2011               | 0           | 0           |
| 2012               | 2           | 0           |
| 2013               | 2           | 0           |
| 通算               | 8           | 0           |

## タイトル

### 代表
オーストラリア代表
- AFCアジアカップ：2015

### クラブ
メルボルン・ビクトリーFC
- Aリーグ：2006-07

アデレード・ユナイテッドFC
- Aリーグ：2015-16
- FFAカップ：2014

### 個人
- Aリーグ 最優秀GK賞：2008-09, 2009-10, 2013-14, 2014-15